# Soșanske, Kozeatîn
Soșanske (în ucraineană Сошанське) este un sat în comuna Zozulînți din raionul Kozeatîn, regiunea Vinnița, Ucraina.

## Demografie
Componența lingvistică a localității Soșanske
     Ucraineană (99,66%)
     Alte limbi (0,34%)
Conform recensământului din 2001, majoritatea populației localității Soșanske era vorbitoare de ucraineană (99,66%), existând în minoritate și vorbitori de alte limbi.